# Chloephaga melanoptera
Chloephaga melanoptera là một loài chim trong họ Vịt.
Loài chim này sinh sống xung quanh hồ và đầm lầy ở Andes cao, thường là trên 3000 m. Chúng phần lớn trên mặt đất và tránh bơi lội trừ khi trong trường hợp khẩn cấp.
Loài này có thân nặng, mỏ nhỏ màu hồng và bộ lông trắng ngoại trừ màu đen ở cánh và đuôi. Con mái này tương tự như con trống, nhưng nhỏ hơn.